# Семенцево (Кудрявцевское сельское поселение)
Семенцево — деревня в Торопецком районе Тверской области. Входит в состав Кудрявцевского сельского поселения.

## Этимология
Название деревни образовано от мужского имени Семён.

## География
Деревня расположена в западной части района. Расстояние до города Торопец — 42 километра, до деревни Озерец — 5,5 километров. Находится при региональной автодороге 28Н-1805, на правом берегу реки Добша (приток Куньи).
Климат
Деревня, как и весь район, относится к умеренному поясу северного полушария и находится в области переходного климата от океанического к материковому. Лето с температурным режимом +15…+20 °С (днём +20…+25 °С), зима умеренно-морозная −10…−15 °С; при вторжении арктических воздушных масс до −30…-40 °С.
Среднегодовая скорость ветра 3,5—4,2 метра в секунду.

## История
На топографической карте Фёдора Шуберта 1867—1906 годов обозначено сельцо Семенцово.
В списке населённых мест Торопецкого уезда Псковской губернии за 1885 год значится усадьба Семенцово (№ 13717). Располагалась при реке Допше в 34 верстах от уездного города. Имела 7 дворов и 28 жителей. В Семенцове находилась водяная мельница.
На карте РККА 1923—1941 годов обозначена деревня Семенцево. Имела 5 дворов.

## Население
| 2010 |
| ---- |
| 24   |

По данным переписи 2002 года, в деревне проживало 33 человека.
Национальный состав
Согласно результатам переписи 2002 года русские составляли 88 % населения деревни.

## Известные уроженцы, жители
В деревне родились советские учёные, академики, братья  Ян Вольдемарович Пейве и  Александр Вольдемарович Пейве, оба Герои Социалистического Труда.

## Инфраструктура
Личное подсобное хозяйство с зоной сельскохозяйственного использования, индивидуальная застройка усадебного типа.